# Снегирёв, Валентин Михайлович
Валенти́н Миха́йлович Снегирёв (16 февраля 1932 — 11 ноября 2018, Москва) — советский и российский музыкант, ударник, преподаватель. Известный литаврист, солист ГАСО СССР под управлением Евгения Светланова. Профессор Московской государственной консерватории (МГК) (1985), Народный артист Российской Федерации (2002).
Один из виднейших педагогов Московской школы ударных инструментов. Среди учеников: Виктор Гришин, Анатолий Курашов, Валерий Барков и другие известные академические музыканты-ударники.

## Биография
В 1950 г. с отличием окончил Музыкальное училище при Московской консерватории, в 1955 году — оркестровый факультет Московской консерватории (класс Калиника Купинского). С 1955 по 2018 г. преподавал ударные инструменты в МГК.
С 1952 года — солист, а с 1968 по 2002 г. первый литаврист — концертмейстер группы ударных ГАСО СССР под управлением Евгения Светланова.
Также преподавал в Музыкальном колледже при Московской консерватории.

## Награды и звания
- Орден Почёта (12 сентября 1996 года) — за заслуги в области музыкального искусства и многолетнюю творческую деятельность[1].
- Орден Трудового Красного Знамени (26 октября 1990 года) — за заслуги в развитии советского театрального и музыкального искусства[2].
- Народный артист Российской Федерации (3 апреля 2002 года) — за большие заслуги в области искусства[3].
- Заслуженный артист РСФСР (21 ноября 1984 года) — за заслуги в области советского музыкального искусства[4].